# Distrito de Châteaubriant
El distrito de Châteaubriant (en francés arrondissement de Châteaubriant) era una división administrativa francesa, que estaba situado en el departamento de Loira Atlántico, de la región de Países del Loira. Contaba con 10 cantones y 53 comunas.

## Supresión del distrito
El 1 de enero de 2017, en aplicación del decreto ministerial n.º 2016-1959, de 29 de diciembre de 2016, se fusionaron los distritos de Ancenis y Châteaubriant para formar el nuevo distrito de Châteaubriant-Ancenis, junto con las comunas del distrito de Nantes de Grandchamps-des-Fontaines, Sucé-sur-Erdre, Treillières y Vigneux-de-Bretagne.

## División territorial

### Cantones
Los cantones del distrito de Châteaubriant eran:
1. Cantón de Blain
2. Cantón de Châteaubriant
3. Cantón de Derval
4. Cantón de Guémené-Penfao
5. Cantón de Moisdon-la-Rivière
6. Cantón de Nort-sur-Erdre
7. Cantón de Nozay
8. Cantón de Rougé
9. Cantón de Saint-Julien-de-Vouvantes
10. Cantón de Saint-Nicolas-de-Redon